# Acanthostracion quadricornis
Az Acanthostracion quadricornis a csontos halak (Osteichthyes) főosztályának a sugarasúszójú halak (Actinopterygii) osztályához, ezen belül a gömbhalalakúak (Tetraodontiformes) rendjéhez és a bőröndhalfélék (Ostraciidae) családjához tartozó faj.

## Előfordulása
Az Acanthostracion quadricornis elterjedési területe, az Atlanti-óceán trópusi és mérsékelt övi részei; Nyugaton, az Amerikai Egyesült Államokbeli Massachusettstől, a Bermudákon és a Mexikói-öböl északi részén keresztül, Brazília délkeleti részéig terjed. Dél-Afrika déli partjain is megtalálták.

## Megjelenése

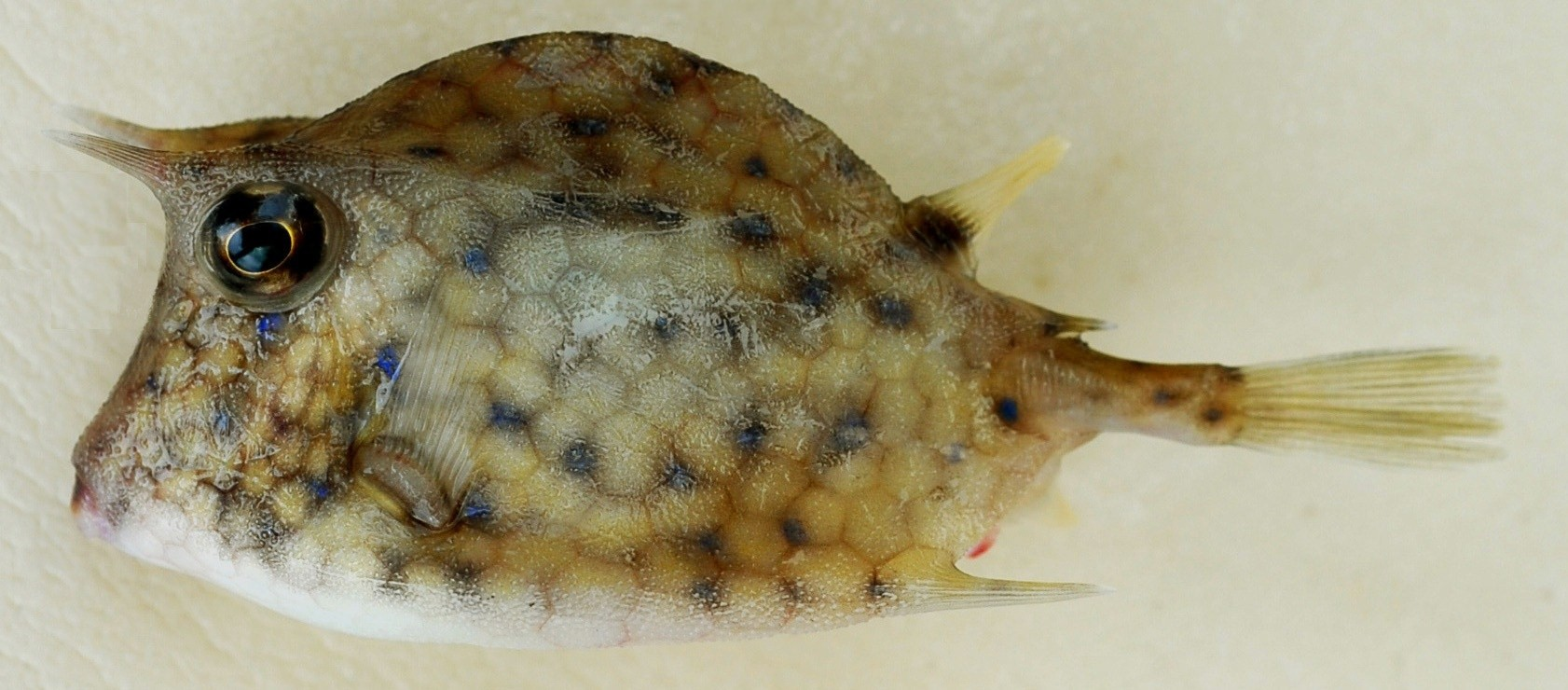
Fiatal példány

Ez a halfaj általában 20 centiméter hosszú, de akár 55 centiméteresre is megnőhet. 17 centiméteresen már felnőttnek számít. Fején és testén sötét minták vannak. Pofáján párhuzamos sötét sávok húzódnak. Szemei fölött, két, jól látszó tüske található; ezek úgy néznek ki, mint a szarvasmarha szarvai, valószínűleg emiatt nevezik az angolok, e halfajt és csoportját „cowfish”-nek. A hasán is van két tüske. Testét, hatszögű csontoslemezek borítják.

## Életmódja

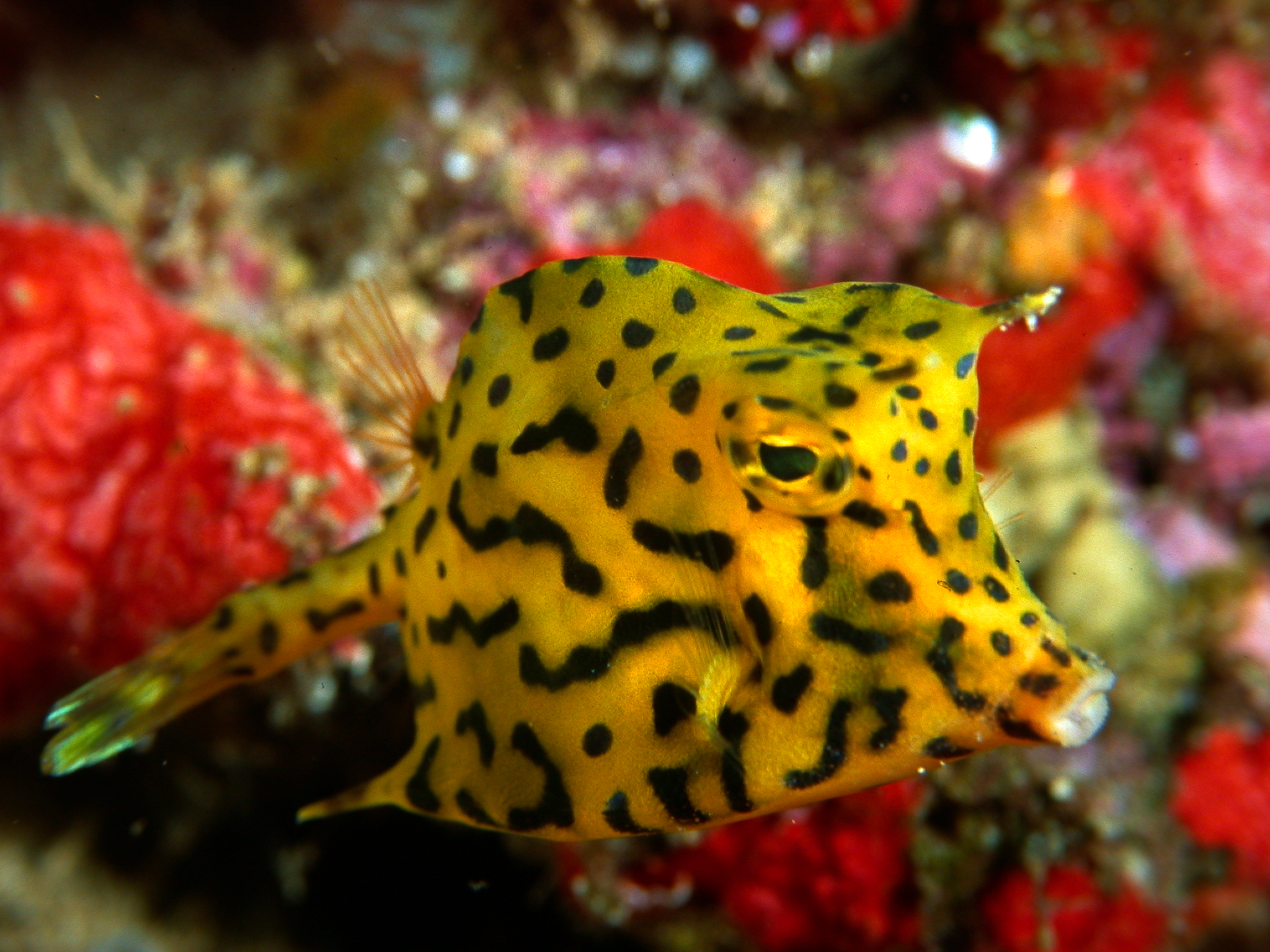

A korallzátonyokon és a tengerifüvek között él, általában 10-30 méteres mélységben, de akár a 80 méteres mélybe is lemerül. Tápláléka állkapcsilábas rákok (Maxillopoda), szarukorallok (Alcyonacea), tengerirózsák (Actiniaria), előgerinchúrosok (Urochordata), szivacsok (Porifera), remeterákok (Pagurus bernhardus) és tengeri növények.
Ikrával szaporodik.

## Felhasználása
Csak kismértékben halásszák. Főleg akváriumi hal, de ízletes húsa miatt, frissen fogyasszák.
Ciguatera mérgezésről számoltak be.